# Nils Gyldenstolpe (1642–1709)
Nils Gyldenstolpe (ur. 5 listopada 1642 w Turku, zm. 4 maja 1709) – szwedzki polityk, ambasador i dyplomata.
W latach 1679–1687 był szwedzkim ambasadorem w Holandii (Haga). W roku 1687 został kanclerzem dworu (hovkansler), a w 1705 przewodniczącym rady królewskiej. Pełnił tę ostatnią funkcję do śmierci.